# Supermarine Spitfire
</includeonly>

Avionul de vânătoare britanic Supermarine Spitfire este un avion monoloc folosit de către Royal Air Force și de alte țări aliate în al Doilea Război Mondial. Spitfire a continuat să fie folosit în prima linie în rol secundar până în anii 50. A fost produs în număr mai mare decât oricare alt avion britanic.
Spitfire a fost proiectat de proiectantul șef al Supermarine Aviation Works(din 1928 o filială a Vickers-Armstrong), R. J. Mitchell ca un avion cu rază scurtă de acțiune, de interceptare, de înaltă performanță. Mitchell a continuat să îmbunătățească performanțele avionului până la moartea sa din 1937 din cauza cancerului, munca sa fiind preluată de colegul său Joseph Smith.Aripa eliptică a Spitfire avea o secțiune transversală mică, ceea ce permitea o viteză maximă mai mare decât în cazul celorlalte avioane de pe vremea sa, inclusiv Hawker Hurricane. Viteza era considerată esențială pentru ca avionul să-și poată îndeplini rolul de apărare a Marii Britanii față de bombardierele inamice. 
În Bătălia Angliei Spitfire a fost perceput e public ca fiind principalul avion de vânătoare al englezilor, când de fapt avionul Hawker Hurricane și-a pus umărul mai consistent în lupta împotriva Luftwaffe. Cu toate acestea unitățile de Spitfire aveau pierderi mai mici și un raport victorie/pierderi mai mare.
După Bătălia Angliei Spitfire devenit coloana vertebrală a Comandamentului de Avioane de vânătoare al RAF, participând în luptele din Pacific, Europa, marea Mediterană și în Asia de sud-est. Foarte iubit de piloții săi Spitfire a primit diverse roluri: interceptare, recunoaștere, vânătoare-bombardament, avion cu bază pe portavioane precum și avion de antrenament. A fost construit în multe variante folosind mai multe configurații ale aripii. Cu toate că fuselajul a fost inițial proiectat pentru a fi propulsat de motorul Rolls-Royce Merlin de 1,030 CP (768 kW), a fost destul de flexibil pentru a folosi mult mai puternicul motor Rolls-Royce Griffon, ultimul fiind capabil să dezvolte o putere de 2,035 CP (1,520 kW).

## Proiectare și dezvoltare
Proiectul lui Reginald Mitchell din 1931 conform caietului de sarcini F7/30 al Ministrului Forțelor Aeriene pentru un avion capabil de o viteză de 404 km/h a avut ca rezultat un avion de vânătoare monoplan modern (tipul Supermarine 224), cu carlinga deschisă cu aripi voluminoase și tren de aterizare fix și mare. Avionul era propulsat de un motor de 600 CP (450 kW), cu răcire prin evaporare de tip Rolls-Royce Goshawk . Acest avion și-a făcut primul zbor în februarie 1934. Supermarine Type 224 a fost o mare dezamăgire pentru Mitchell și echipa sa de proiectanți, care au demarat imediat o serie de îmbunătățiri ale proiectului folosindu-se ca punct de plecare de experiența lor cu hidroavioane participante la Cupa Schneider unde avioanele construite după proiectele lui Reginald Mitchell au luat mai multe premii de viteză. Dintre cele șapte modele ofertate la licitația pentru modelul F/30, avionul biplan Gloster Gladiator a fost acceptat.
Mitchell a început deja lucrul la un avion nou, codat Tip 300, bazat pe Tip 224, dar cu un tren de aterizare retractabil și anvergura aripilor redusă cu 1,8 m. Tip 300 a fost înaintat Ministerului Forțelor Aeriene în iulie 1934, dar din nou nu a fost acceptată.
Proiectul a evoluat apoi printr-o serie de schimbări, inclusiv o carlingă mai scurtă, agreabilă, aparate de respirație cu oxigen, aripi mai scurte și mai subțiri și motoarele Rolls-Royce PV-XII V-12 dezvoltate recent, mai puternice, numite mai târziu "Merlin". În noiembrie 1934, Mitchell, cu sprijinul proprietarului firmei Supermarine, Vickers-Armstrong a început o activitatea de proiectare detaliată a unei versiuni mai rafinate a avionului Tip 300  și la 1 decembrie 1934, Ministerul Forțelor Aeriene a emis un contract cu nr. AM 361140/34, asigurând suma de 10.000 de lire sterline pentru construirea noului avion îmbunătățit tip F7/30 proiectat de Mitchell. La 3 ianuarie 1935, Ministerului Forțelor Aeriene a întocmit un contract și o nouă specificație cu nr. F10/35 specifgicații care erau scrise în jurul avionului.
În aprilie 1935 armamentul a fost schimbat din două mitraliere Vickers de 7,7mm la câte patru mitraliere Broening de 7,7mm.
La 5 martie 1936 a avut loc primul zbor al prototipului K5054, pilotul fiind cpt. Joseph Summers. Acest zbor a avut loc la patru luni după primul zbor al avionului Howker Hurricane.
Pe K5054 a fost montată o nouă elice, iar Summers a zburat din nou la data de 10 martie 1936.
La început eleroanele, profundoarele și cârma au fost acoperite cu țesătură. Când experiența de luptă a dovedit că dacă se folosește material textil la eleroane, este imposibil de a le utiliza la viteze mari, materialul a fost înlocuit cu un aliaj ușor,îmbunătățind controlul la viteze mari.
În 1934 Mitchell și echipa de proiectare au decis să folosească o formă semieliptică pentru aripi pentru a îndeplini două cerințe care erau în contradicție:
- aripa să fie subțire să se evite creșterea rezistenței aerului
- să fie totuși destul de groase ca să poată găzdui trenul de aterizare, armementul și muniția.

## Utilizatori
| - Argentina (doar două, pt. teste) - Australia - Belgia - Burma - Canada - Cehoslovacia - Danemarca - Egipt - Franța - Germania Nazistă - Grecia - Hong Kong - India - Indonezia - Irlanda - Israel - Italia | - Italia - Țările de Jos - Noua Zeelandă - Norvegia - Pakistan - Polonia - Portugalia - Rhodesia - South Africa - URSS - Suedia - Siria - Thailanda - Turcia - Regatul Unit - USA - Iugoslavia |

## Avioane din familia sa
- Supermarine S.6B
- Supermarine Seafire
- Supermarine Spiteful
- Supermarine Seafang

## Avioane similare
- Bell P-39
- Curtiss P-40
- Dewoitine D.520
- Hawker Hurricane
- Heinkel He 112
- Messerschmitt Bf 109
- Mikoyan-Gurevich MiG-3
- Yakovlev Yak-1